# Кен Швабер
Кен Швабер (англ. Ken Schwaber) — американський розробник програмного забезпечення, власник торгової марки scrummaster, лінії процесу розробки програмного забезпечення Scrum. Президент компанії Advanced Development Methods (ADM), діяльність якої полягає у поліпшенні практики розробки програмного забезпечення. Кен Швабер — один з лідерів руху за гнучку розробку програмного забезпечення (Agile), і засновник Agile Alliance.
Кен працював з Джефом Сазерлендом, для презентації скраму, як формального процесу в OOPSLA'95. Вони розширили та поглибили використання скраму в багатьох ІТ компаніях.

## Книжки
- Schwaber, Ken (1 February 2004). Agile Project Management with Scrum. Microsoft Press. ISBN 978-0-7356-1993-7.
- Schwaber, Ken; Beedle, Mike (18 February 2002). Agile Software Development with Scrum. Prentice Hall. ISBN 978-0-13-067634-4.
- Schwaber, Ken (2007). The Enterprise and Scrum. Microsoft Press. ISBN 978-0-7356-2337-8.